# An-28
An-28 (ros. Ан-28, oznaczenie NATO: Cash) – radziecki samolot transportowo-pasażerski opracowany w biurze konstrukcyjnym Olega Antonowa, a produkowany w Polsce w zakładach WSK Mielec. 

## Historia
Samolot transportowy An-28 jest rozwinięciem konstrukcji radzieckiego samolotu wielozadaniowego Antonow An-14 „Pszczółka”. Prototyp „An-14M” został oblatany we wrześniu 1969 roku, miał przedłużony kadłub dla 15 osób, nowe skrzydła i usterzenie o zmienionym obrysie oraz zwiększonej powierzchni. Miał również chowane podwozie. Trzy prototypy w latach 1970 - 1973 przechodziły liczne testy, w wyniku których podwozie chowane zostało zastąpione podwoziem stałym.
W 1973 roku, po licznych przeróbkach otrzymał on oznaczenie An-28. Został skonstruowany w taki sposób, że mógł być produkowany w wielu wersjach: transportowej, dyspozycyjnej, sanitarnej, desantowej, patrolowej i fotogrametrycznej. Możliwe też jest zamontowanie na podwoziu nart. Ze względu na krótki start i lądowanie (system STOL) może startować z lotnisk trawiastych, także wysokogórskich.
Samolotu tego nie wprowadzono do produkcji seryjnej w ZSRR, lecz w 1978 roku zawarto umowę na produkcję seryjną w zakładach WSK Mielec oraz na budowę silników TWD-10 do tego samolotu w zakładach WSK Rzeszów (oznaczonych PZL-10S).
Pierwsze seryjne samoloty An-28 zostały wyprodukowane w 1983 roku, a ZSRR zamówił 1200 samolotów tego typu. Ostatecznie jednak wyprodukowano jedynie około 180 sztuk, wobec anulowania pod koniec lat osiemdziesiątych tego zamówienia.
W Polsce opracowano również dla lotnictwa Marynarki Wojennej RP wersje dla ratownictwa i rozpoznania morskiego z radarem poszukiwawczym pod kadłubem i radarem meteorologicznym oznaczoną jako An-28B1R (oznaczoną również jako An-28RM Bryza) oraz transportowo-desantową – dostosowaną do zrzutu ładunków w locie przez tylne drzwi ładowni.
Na podstawie doświadczeń uzyskanych w czasie produkcji tego samolotu, opracowano polskie samoloty PZL M28 Skytruck i PZL M28B Bryza.

## Służba
Samolot Antonow An-28 jest używany przez lotnictwo rosyjskie oraz lotnictwo polskiej Marynarki Wojennej
a także przez siły zbrojne Wenezueli.

## Konstrukcja
Samolot An-28 jest samolotem transportowym, górnopłatem o konstrukcji półskorupowej. Konstrukcja metalowa – duralowa. Płat podparto zastrzałami. Z lewej strony kadłuba samolot posiada drzwi boczne dla załogi oraz pasażerów. W tylnej części kadłuba znajdują się duże drzwi do części ładunkowej, odchylane w dół, mogą one służyć jako rampa załadunkowa.
Silniki zamontowane są w gondolach pod skrzydłami po obu stronach kadłuba.
Podwozie stałe z kołem przednim, istnieje możliwość zamontowania na nim nart.

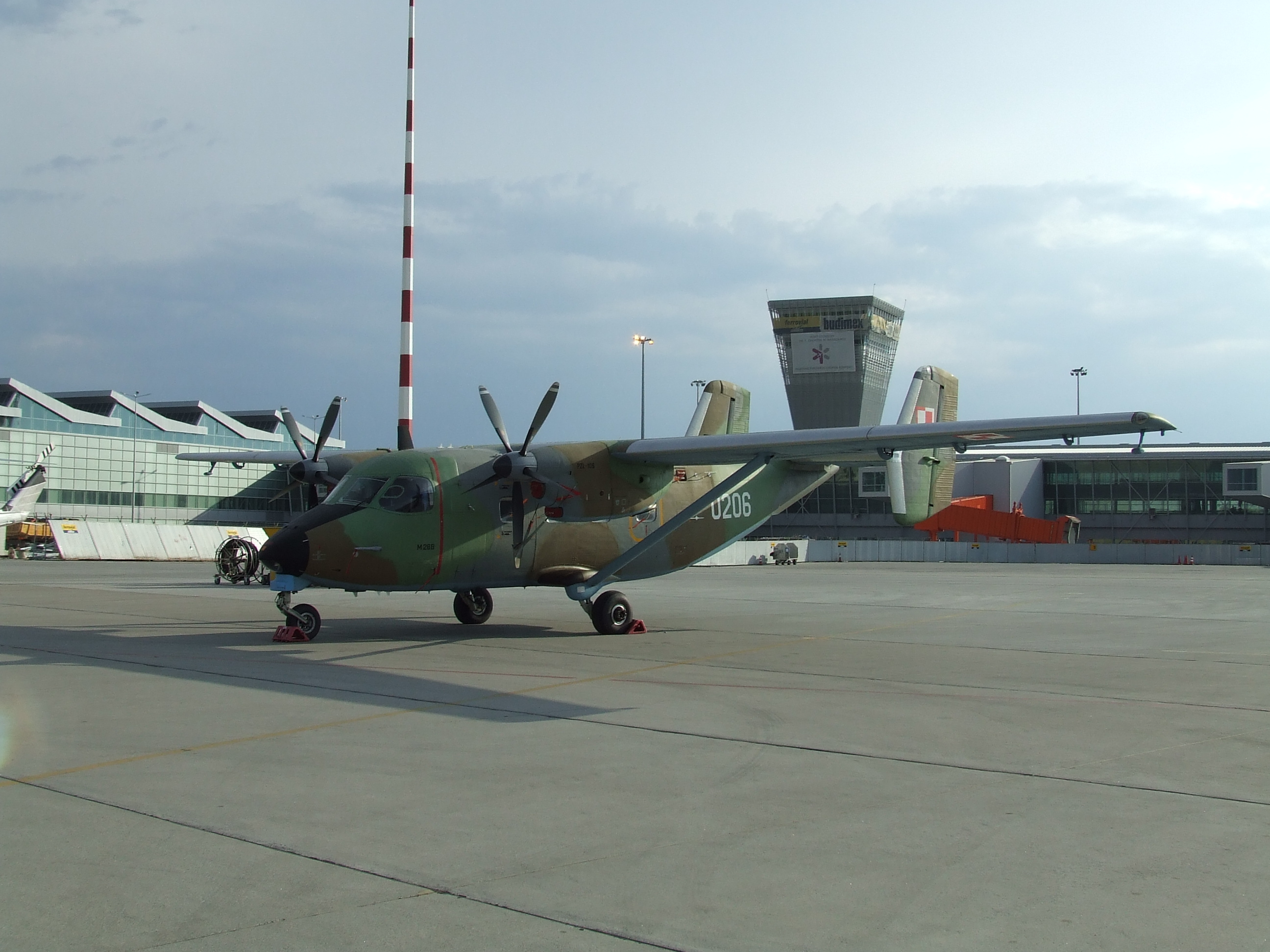
M28B Bryza, polski samolot wojskowy będący modyfikacją An-28, Warszawa-Okęcie
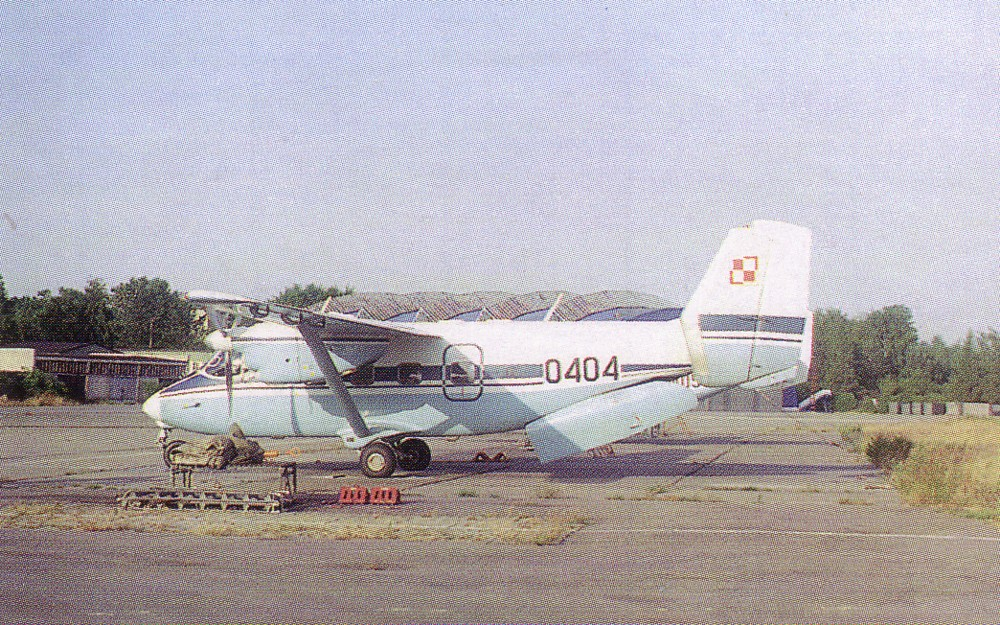
An-28 Polskiej Marynarki Wojennej